# Max Brüel

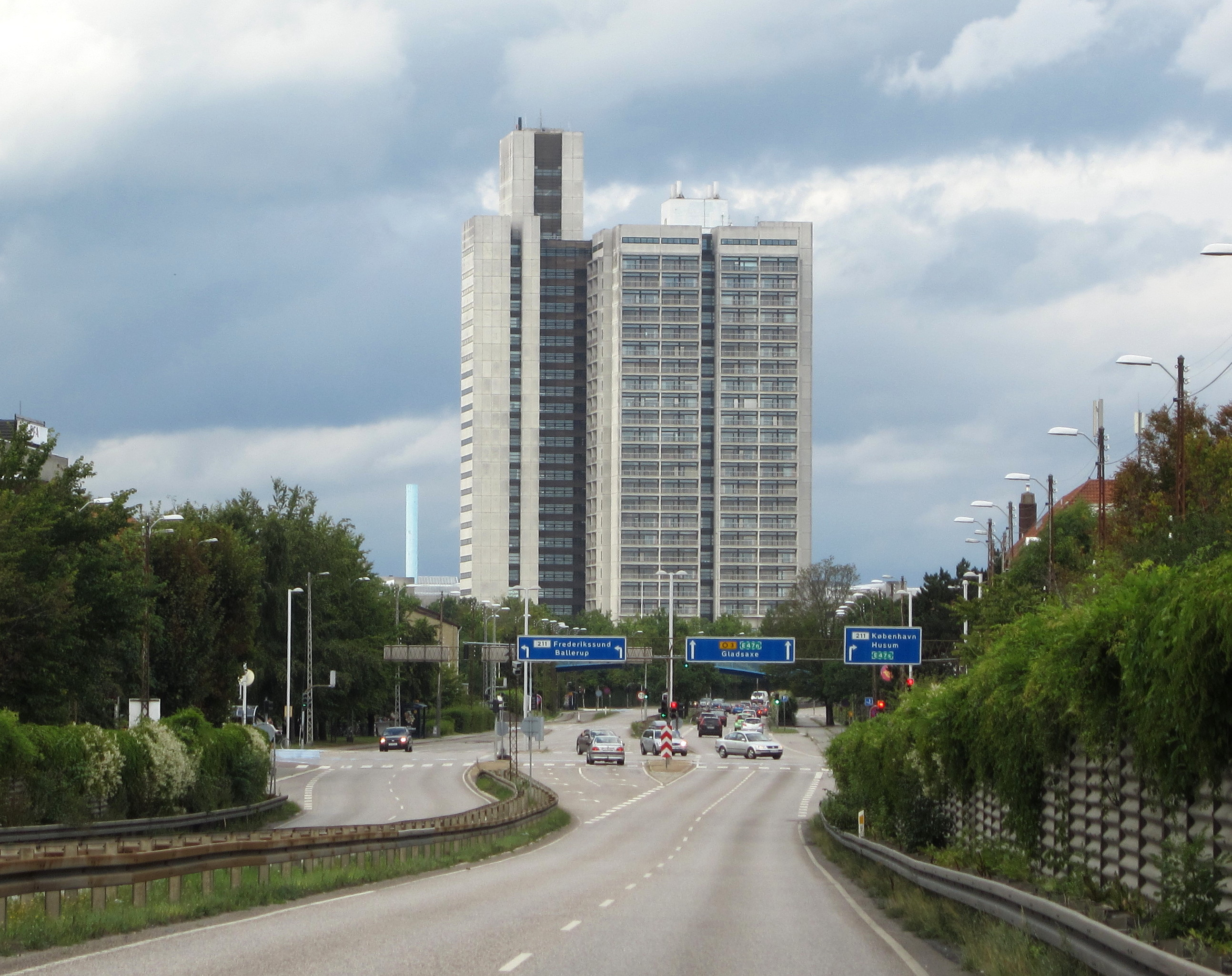
Herlev Hospital, hoogste gebouw in Denemarken

Max Brüel (Hillerød, 14 juli 1927 – Ponches, 31 maart 1995) was een Deense jazzpianist en -saxofonist naast zijn werk als architect.

## Biografie
Brüel was een van de pioniers en toonaangevende solisten van de Deense naoorlogse jazz. Met bassist Erik Moseholm (1930-2012) en trompettist Jørgen Ryg (1927-1981) vertegenwoordigde hij de bop in de Deense jazz. Hij werd bekend als jazzmuzikant in 1949, eerst als altsaxofonist, daarna als baritonsaxofonist in 1951, en vanaf 1957 als tenorsaxofonist. In 1954 trad hij op op het Parijse Jazzfestival en in 1957 op het Dortmund Jazzfestival, waar een e.p. met Attila Zoller en Gary Peacock werd opgenomen voor Metronome Records. Hij behoorde tot een naoorlogse generatie musici die moderne jazz wilde spelen, ook al moest het op amateurbasis zijn. Sommige opnamen hebben het overleefd, waaronder die met Finn Savery en Erik Moseholm. Eind jaren 1960 was hij als muzikant nog betrokken bij opnamen van John Tchicai (Cadentia Nova Danica, Afrodisiaca).
Sinds de jaren 1950 van de 20e eeuw was Brüel werkzaam als architect. In 1956 richtte hij samen met Gehrdt Bornebusch, Henning Larsen en Jørgen Selchau een architectenbureau op, dat vooral openbare nutsgebouwen ontwierp, waaronder het provincieziekenhuis in Herlev, dat nog steeds het hoogste gebouw van Denemarken is. In 1985 verhuisde hij naar Portugal, waar hij als schilder werkte.
Van 1951 tot 1962 was hij getrouwd met de actrice en zangeres Birgit Thielemann (1927-1996), die zich voortaan Birgit Brüel noemde. Ze kregen in 1952 tweelingdochters.
Max Brüel overleed in de Algarve in maart 1995 op 67-jarige leeftijd.

## Discografie
- Max Brüel – Recordings 1950-1957 (Music Mekka)